# Stork
Stork ist der kleinste Ortsteil der Gemeinde Flieden im Süden des osthessischen Landkreises Fulda. Die Streusiedlung wird aus Unterstork, Oberstork und Storker Hof gebildet. Stork liegt auf dem Hessischen Landrücken, dem verbindenden Höhenzug zwischen Rhön und Vogelsberg.
Der Ort grenzt im Nordosten an Magdlos, im Südosten an Höf und Haid, im Süden an Wallroth und im Westen an Hintersteinau.
Am 1. April 1972 wurde Stork in die Gemeinde Flieden eingegliedert.  Seit den Kommunalwahlen am 14. März 2021 ist ausschließlich die CDU im Ortsbeirat (fünf Sitze) vertreten. Ortsvorsteherin ist Martina Krebs (CDU).